# Paradorydium
Paradorydium är ett släkte av insekter. Paradorydium ingår i familjen dvärgstritar.

## Dottertaxa tillParadorydium, i alfabetisk ordning[1]
- Paradorydium aculeatum
- Paradorydium adenicum
- Paradorydium angolensis
- Paradorydium aurantium
- Paradorydium balaense
- Paradorydium breviceps
- Paradorydium cooki
- Paradorydium cuspis
- Paradorydium dimorphum
- Paradorydium elongatum
- Paradorydium famelicum
- Paradorydium gourlayi
- Paradorydium insularis
- Paradorydium keniaense
- Paradorydium longifasciana
- Paradorydium menalus
- Paradorydium mustafai
- Paradorydium narrabrensis
- Paradorydium paradoxus
- Paradorydium perforatum
- Paradorydium philpotti
- Paradorydium platyrhynchum
- Paradorydium pseudolyricen
- Paradorydium pugionatum
- Paradorydium pulapex
- Paradorydium pungens
- Paradorydium quadrigonum
- Paradorydium reflexana
- Paradorydium sefrense
- Paradorydium sertum
- Paradorydium spathifer
- Paradorydium spatulatum
- Paradorydium stipae
- Paradorydium tadschicum
- Paradorydium transvaalense
- Paradorydium upembae
- Paradorydium watti
- Paradorydium viridis